# Jitka Válová
Jitka Válová (13. prosince 1922 Kladno – 27. března 2011 Kladno) byla česká akademická malířka a výtvarnice.

## Život
Její tvorba byla úzce spojena s tvorbou její sestry – dvojčete Květy Válové. V letech 1945 až 1950 studovaly společně VŠUP v Praze u prof. Emila Filly. Žily spolu na Kladně. Pracovala v oborech malba, kresba a grafika. Tvořila a vystavovala až do své smrti, převážnou část výstav měla se skupinou Trasa. Svůj výrazný talent uplatňovala ve figurální tvorbě. Její útlé a protáhlé postavy byly zachyceny v pohybu, vypovídají o vztazích, osudech, náladách, často v extrémních situacích.
Její výtvarné začátky vyšly ze zkušenosti s rytectvím skla, jemuž se vyučila v Železném Brodě. Pracovala u soustruhu a pokud měla čas, kreslila oceláře v provozu. První výstava, kterou měla společně se sestrou v divadle Rokoko, nesla název Člověk a ocel, oficiální kritika ji ale nepřijala. Další výstavu obě sestry uspořádaly ve Špálově galerii v roce 1966, ta jim již přinesla uznání a ocenění jejich práce.
Zemřela 27. března 2011 ve věku 88 let, pohřbená je spolu se svou sestrou na centrálním kladenském hřbitově.

### Ateliér

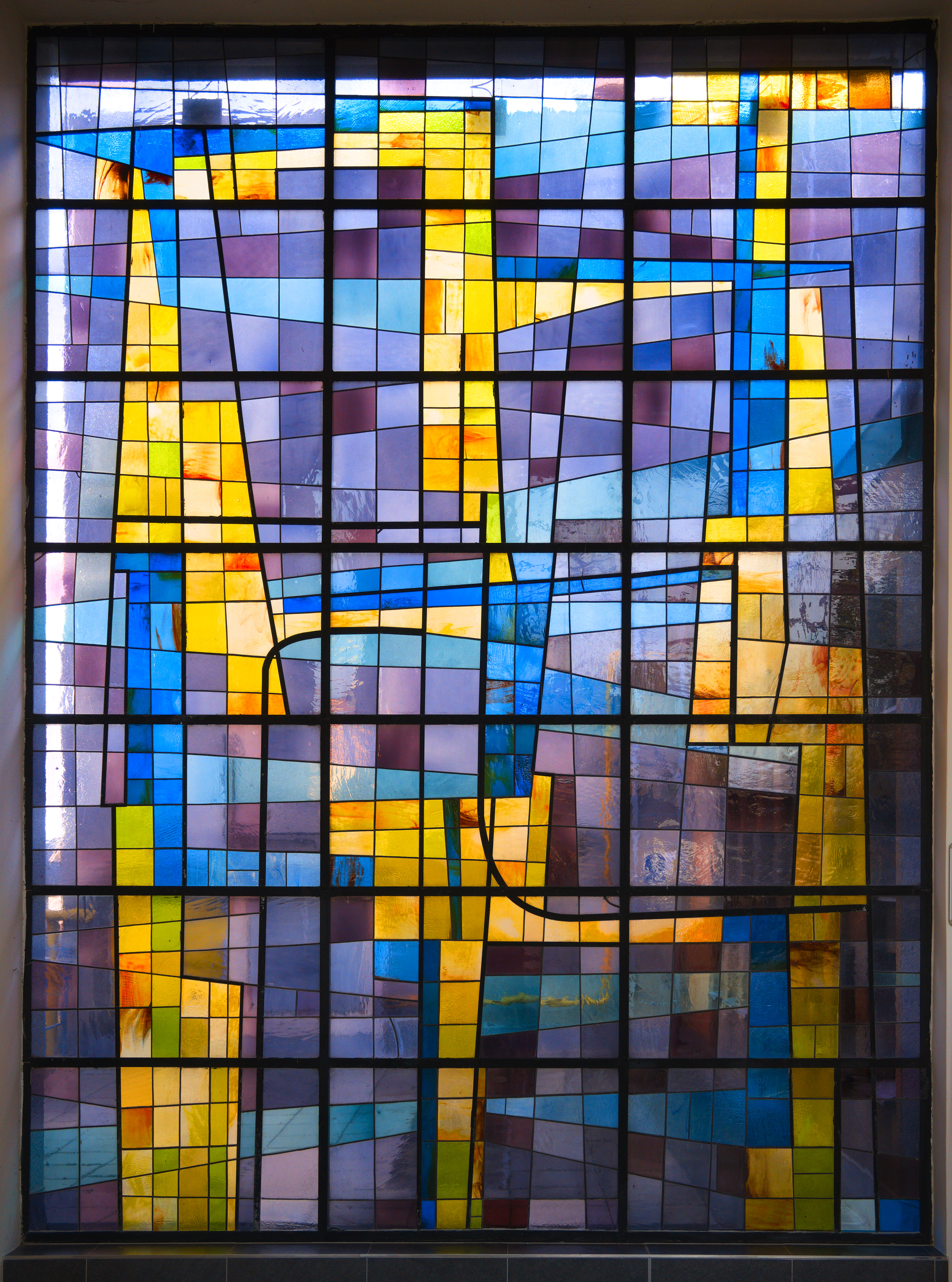
Vitráž od seter Válových na ÚCHP AV ČR (1964)

Rodina Válova bydlela na Kladně nejdříve v budově kladenské spořitelny, kde pracoval jejich otec, absolvent obchodní akademie, v roce 1938 se společně přestěhovali do domu čp. 1662 v Bendlově ulici (u bývalého okresního úřadu) s malou zahradou a později i s ateliérem. V roce 2018 zde byla umístěná pamětní deska s textem „V TOMTO DOMĚ V LETECH 1938 AŽ 2011 ŽILY A TVOŘILY JITKA A KVĚTA VÁLOVY NARODILY SE 13.12.1922 V KLADNĚ KVĚTA ZEMŘELA 6.9.1998 A JITKA 27.3.2011 VÝJIMEČNÉ A OSOBITÉ MALÍŘKY, ŽÁKYNĚ EMILA FILLY, PŘEDSTAVITELKY VÝTVARNÉ SKUPINY TRASA, JSOU VÝZNAMNÝMI OSOBNOSTMI NEJEN ČESKÉHO VÝTVARNÉHO UMĚNÍ“, ateliér byl zpřístupněný veřejnosti.

## Ocenění
- Dne 14. září 2004 získala Cenu města Kladna[5]
- V prosinci 2007 získala ocenění Artis Bohemiae Amicis
- V roce 2010 obdržela čestný doktorát VŠUP[6]

## Členství ve skupinách a spolcích
- Trasa (od 1954)
- Umělecká beseda (od 1990)

## Zastoupení ve sbírkách (výběr)
- Galerie hlavního města Prahy
- Museum Kampa, Praha
- Muzeum umění a designu Benešov
- Národní galerie Praha